# 성산로 (고령 달성)
성산로(Seongsan-ro)는 경상북도 고령군 대가야읍 헌문교차로 에서 대구광역시 달성군 논공읍 위천삼거리 를 잇는 도로이다.

## 주요 경유지
경상북도
- 고령군 (대가야읍 . 개진면)

대구광역시
- 달성군 논공읍

## 노선
| 이름                | 접속 노선                | 소재지        | 소재지        | 소재지                | 비고          |
| 중앙로와 직결       | 중앙로와 직결            | 중앙로와 직결 | 중앙로와 직결 | 중앙로와 직결         | 중앙로와 직결 |
| ------------------- | ------------------------ | ------------- | ------------- | --------------------- | ------------- |
| 헌문 교차로         | 국도 제33호선 (가야로)   | 고령군        | 대가야읍      | 대가야읍              |               |
| 회천교              |                          | 고령군        | 대가야읍      | 대가야읍              |               |
| 금산재              |                          | 고령군        | 대가야읍      | 대가야읍              |               |
|                     | 개진면                   | 고령군        |               |                       |               |
| 양전삼거리          | 개경포로                 | 고령군        |               |                       |               |
| 신안5교             |                          | 고령군        |               |                       |               |
| (이름 없음)         | 개경포로                 | 고령군        |               |                       |               |
| 사부 교차로         | 국도 제26호선 (동고령로) | 고령군        | 성산면        | 성산면                |               |
| 기산 교차로         | 국도 제26호선 (동고령로) | 고령군        | 성산면        | 성산면                |               |
| 기족 교차로         | 국도 제26호선 (동고령로) | 고령군        | 성산면        | 성산면                |               |
| 동고령나들목 삼거리 | 12호선 광주대구고속도로  | 고령군        | 성산면        | 성산면                |               |
| 성산교              |                          | 고령군        | 성산면        | 성산면                |               |
| 득성삼거리          | 성암로                   | 고령군        | 성산면        | 성산면                |               |
| 고령교              |                          | 고령군        | 성산면        | 성산면                |               |
|                     | 대구광역시               | 달성군        | 논공읍        |                       |               |
| 위천삼거리          | 대구광역시               | 달성군        | 논공읍        | 국도 제5호선 (비슬로) |               |